# فيليب كوتلر

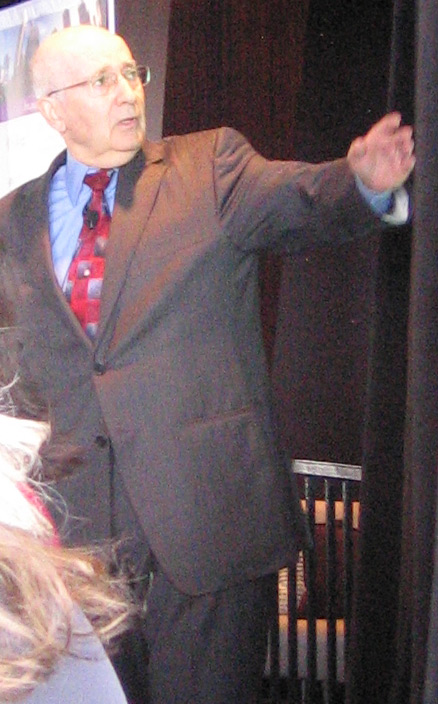
فيليب كوتلر

فيليب كوتلر (بالإنجليزية: Philip Kotler): مواليد 27 مايو 1931 في شيكاغو. بروفيسور في التسويق الدولي من إي & جي جوهانسون وديتنغوشيد بمدرسة كيلوغز للإدارة بجامعة نورث وسترن في إلنوي. أنجز درجة الماجستير من جامعة شيكاغو والدكتوراه من معهد ماستشوتس للتقنية ، وكان كلاهما في الاقتصاد. بعد الدكتوراه درس علم الرياضيات في جامعة هارفارد والعلوم السلوكية في جامعة شيكاغو.
أختير من مجلة فاينانشال تايمز في عام 2001 كرابع أهم مفكر في مجال الإدارة، جاء ترتيبه بعد كل من: بيتر دراكر، بيل غيتس ، جاك ولش. في عام 2008 إختارته مجلة وول ستريت كسادس أكثر المفكرين تأثيراً في مجال الأعمال.
كوتلر يعمل كمستشار لعدة شركات أمريكية كُبرى مثل آي.بي.إم ، ميشلان ، البنك الأمريكي ، جينرال إلكتريك ، موتورلا . استشاراته في مجال الاستراتيجيات التسويقية ، التخطيط والتنظيم في إدراة التسويق ، التسويق الدولي.
يقوم كوتلر بإجراء حلقات نقاش ومحاضرات في مختلف دول العالم. يعد كتابه (إدارة التسويق) بطبعاته الإثنى عشر الكتاب الأساسي لتدريس التسويق في العديد جامعات العالم ، كما ترجم إلي العديد من اللغات.
حول تعريفه للتسويق ، يتبنى كوتلر وصف بيتر دراكر للتسويق ، وهو أن التسويق لايمكن اعتباره وظيفة مستقلة في المنظمة (الشركة)، بل هو جزء من كل وظائفها ... إنه رؤية منتجات المنظمة من وجهة نظر الزبون.
ويعتبر كوتلر رائد التسويق.الحديث

## النشأة
كان والدي كوتلر، بيتي وموريس، قد هاجرا في عام 1917 من أوكرانيا واستقرا في شيكاغو، حيث ولد كوتلر في 27 مايو 1931. درس في جامعة دي بول لمدة سنتين وقد قبل دون حصوله على درجة البكالوريوس في برنامج الماجستير في جامعة شيكاغو (1953) وأكمل الدكتوراه في "معهد ماساتشوستس للتكنولوجيا" (1956)، حصل على درجتين في الاقتصاد. درس على يد ثلاثة "من الحائزين على جائزة نوبل" في "العلوم الاقتصادية": ميلتون فريدمان، بول سامويلسون وروبرت سولو. وعمل لمدة سنة في حقل الرياضيات في برنامج ما بعد الدكتوراه في جامعة هارفارد والعلوم السلوكية في جامعة شيكاغو.

## روابط خارجية
- فيليب كوتلر على موقع ميوزك برينز (الإنجليزية)